# Maury Povich
Maurice Richard "Maury" Povich, född 17 januari 1939 i Washington, D.C., är en amerikansk programledare. Han var programledare för talkshowen Maury 1991 till 2022. Han är son till sportjournalisten Shirley Povich.

## Maury
Maury (även kallad The Maury Povich Show) är en amerikansk talkshow som började produceras av Paramount Television 1991. Programmet sänds på olika kanaler. Programmet behandlar ämnen som faderskapstester, otrohet och vilda tonåringar.